# Still Into You
Singles de Paramore
Now
(2013) Daydreaming
(2013)
Still Into You ('Tu me plais toujours autant') est le deuxième single de l'album Paramore (2013) du groupe américain Paramore. Sorti en mars 2013, la chanson est écrite par Hayley Williams et Taylor York ; produite par Justin Meldal-Johnsen.
Différent de leur précédent single Now (2013) qui montre une part sombre, Still Into You dérive vers les genres musicaux comme la power pop, le pop rock et la new wave. La chanson est généralement bien accueilli par les critiques musicaux qui soulignent le son pop rock et la voix de la chanteuse du groupe Haley Williams en les trouvant « fort et réussit ».

## Composition
Still Into You est une chanson aux genres power pop, pop rock et new wave. Le squelette musical de la chanson ressemble aux compositions de Gotye, avec la ligne de guitare, le glockenspiel façon indie dance et les synthétiseurs.

## Accueil critique
MTV News compare la chanson à celles du groupe The Cars en expliquant qu'il aurait pu passer pour l'une de leurs faces B.

## Classement
| Classement (2013)               | Meilleure position |
| ------------------------------- | ------------------ |
| Australie (ARIA)                | 5                  |
| Belgique (Flandre Ultratip 100) | 60                 |
| Canada (Hot 100)                | 58                 |
| France (SNEP)                   | 189                |
| Nouvelle-Zélande (RMNZ)         | 14                 |
| Écosse (OCC)                    | 13                 |
| Royaume-Uni (UK Singles Chart)  | 15                 |
| Royaume-Uni (UK Rock Chart)     | 1                  |
| États-Unis (Hot 100)            | 24                 |
| États-Unis (Pop Airplay)        | 8                  |
| États-Unis (Adult Pop Songs)    | 11                 |

## Certifications
| Pays                  | Certification | Unités certifiées |
| --------------------- | ------------- | ----------------- |
| Australie (ARIA)      | 2 × Platine   | 140 000           |
| Canada (Music Canada) | Or            | 40 000            |
| États-Unis (RIAA)     | 2 × Platine   | 2 000 000         |
| Royaume-Uni (BPI)     | Platine       | 600 000           |